# 大室亮一
大室 亮一（おおむろ りょういち、1893年〈明治26年〉10月6日 - 1987年〈昭和62年〉10月16日）は日本の弁護士。第二東京弁護士会会長、A級戦犯松井石根の補佐弁護人。第二次世界大戦後に法務庁（現：法務省）の初代人権擁護局局長を務めた。日弁連副会長、国際法曹協会会長などを歴任。岡山県笠岡市出身。

## 経歴

### 生い立ち
1893年（明治26年）岡山県浅口郡大島村（現：笠岡市）に生まれる。1907年、旧制岡山県立高梁中学（現：岡山県立高梁高等学校）に入学した。同期には、京大医学部名誉教授となる井上硬や、キリスト教伝導師の松田壽比古がいた。同校を卒業し、1912年（大正元年）第六高等学校文科甲類に進学、その後、1914年（大正3年）に同校卒業、同年に東京帝国大学法科大学へ進学した。帝大入学後は、国際法としてイギリス法を学び、1918年（大正7年）7月に東京帝国大学を卒業した。

### 大学卒業後
そのまま在京し、弁護士事務所を開いた。大室自身は第二東京弁護士会に所属し、その後、同弁護士会の会長になっている。大室に大きな転機が訪れるのは、第二次世界大戦の戦後処理期であり、極東軍事裁判で当時陸軍大将であった松井石根の弁護人を務めたことがきっかけであった。極東軍事裁判の南京事件では、責任者として松井石根大将（裁判の後、絞首刑確定）と、その弁護を引き受けた伊藤清、大室亮一、上代琢禅の三人の弁護人がいた。伊藤清は裁判に取組むに際し、松井大将の主任弁護人となった。しかし、伊藤だけでは不十分に感じたため、伊藤は旧知の仲であった大室と上代に補助弁護人を依頼した。弁護人は三人とも全く松井大将とは面識がなかった。このうち大室は、既に横浜で行われていたBC級裁判の弁護人も務めていたため、実質的には伊藤と上代が松井の弁護にあたった。

### 初代人権擁護局長として
戦後政府では、1947年12月、法務庁設置法の制定により、人権擁護に関する事項を所管する部局として、新たに人権擁護局が設けられ、人権侵犯事件の調査及び情報の収集、民間における人権擁護運動の助長、人身保護、貧困者の訴訟援助などを所管することとなった。1948年（昭和23年）法務庁が設置され、同年12月に法務庁の初代人権擁護局長（現：法務省人権擁護局）に自由人権協会常務理事の大室亮一が就任した。その後も日本の国会審議等で局長として意見を述べる等の活動を行った。この後、日弁連副会長、国際法曹協会会長などを歴任し、1955年（昭和30年）には、東京日比谷にあるアーニー・パイル劇場（現：東京宝塚劇場）返還請求訴訟で東宝側の代理人をつとめて勝訴した。
この後、人権擁護局長を退任し、再度、第二東京弁護士会へ所属した。同弁護士会では、会長職に初代法務省人権擁護局長となった大室を推す動きが台頭した。この大室を会長に推す動きは、中々その目的が達成できず苦しんだが、1955年（昭和30年）には、ついに同弁護士会会長となった。大室会長が実現後、これまで大室を推したグル－プの面々で、山田璋、江原綱一らが中心となって「清らかに遊ぼう」、「清らかな友情を保とう」として、同弁護士会に清友会が発足した。